# Hochstadt am Main
Hochstadt am Main is een gemeente in de Duitse deelstaat Beieren, en maakt deel uit van het Landkreis Lichtenfels.
Hochstadt am Main telt 1.617 inwoners.
Altenkunstadt ·
Bad Staffelstein ·
Burgkunstadt ·
Ebensfeld ·
Hochstadt am Main ·
Lichtenfels ·
Marktgraitz ·
Marktzeuln ·
Michelau in Oberfranken ·
Redwitz an der Rodach ·
Weismain